# Dejbjerg Jernalder
Dejbjerg Jernalder er et historisk frilandsmuseum, der består af en række rekonstruerede gårde fra jernalderen omkring 8 km nord for Skjern. Det blev grundlagt i 1995 og er i dag en del af Ringkøbing-Skjern Museum efter en sammenlægning i 2014.
Museets udstilling består af jernalderbygningerne, hvor personer iført dragter fra perioden udfører daglidags aktiviteter som madlavning, herunder mjødbrygning, markarbejde og håndværk. De bruger levende historie som en del af formidlingsformen. Der er flere husdyr af racer, som også fandtes i jernalderen og en offerlund i et skovstykke. Skoven har man forsøgt at etablere med planter og træer, som fandtes i Denmark under jernalderen, heriblandt eg, bøg, ask, el og birk.
I en moderne bygning, der er inspireret af jernalderens arkitektur, men er  i dobbelt størrelse af jernalderens dimissioner. Her er en udstilling om  jernudvinding, som der er gjort fund af i området. Der findes desuden en kopi af dejbjergvognene, der blev fundet tæt ved. Der blev fundet to vogne, dejbjergvogn I og dejbjergvogn II. Den originale dejbjergvogn II findes på Nationalmuseet i København, mens den simplere dejbjergvogn I er rekonstrueret og udstillet på Dejbjerg Jernalder. I den moderne afdeling er der mulighed for at prøve metaldetektor og mikroskoper til at kigge på forskellige typer korn og andre metoder som arkæologer bruger til at få viden om fortiden. Gæsterne kan også prøve rekonstrueret tøj tøj fra perioden.
I 2007 var Dejbjerg Jernalder den 4. mindst besøgte attraktion i Region Midtjylland ifølge VisitDenmarks årlige oversigt.